# Strijensas

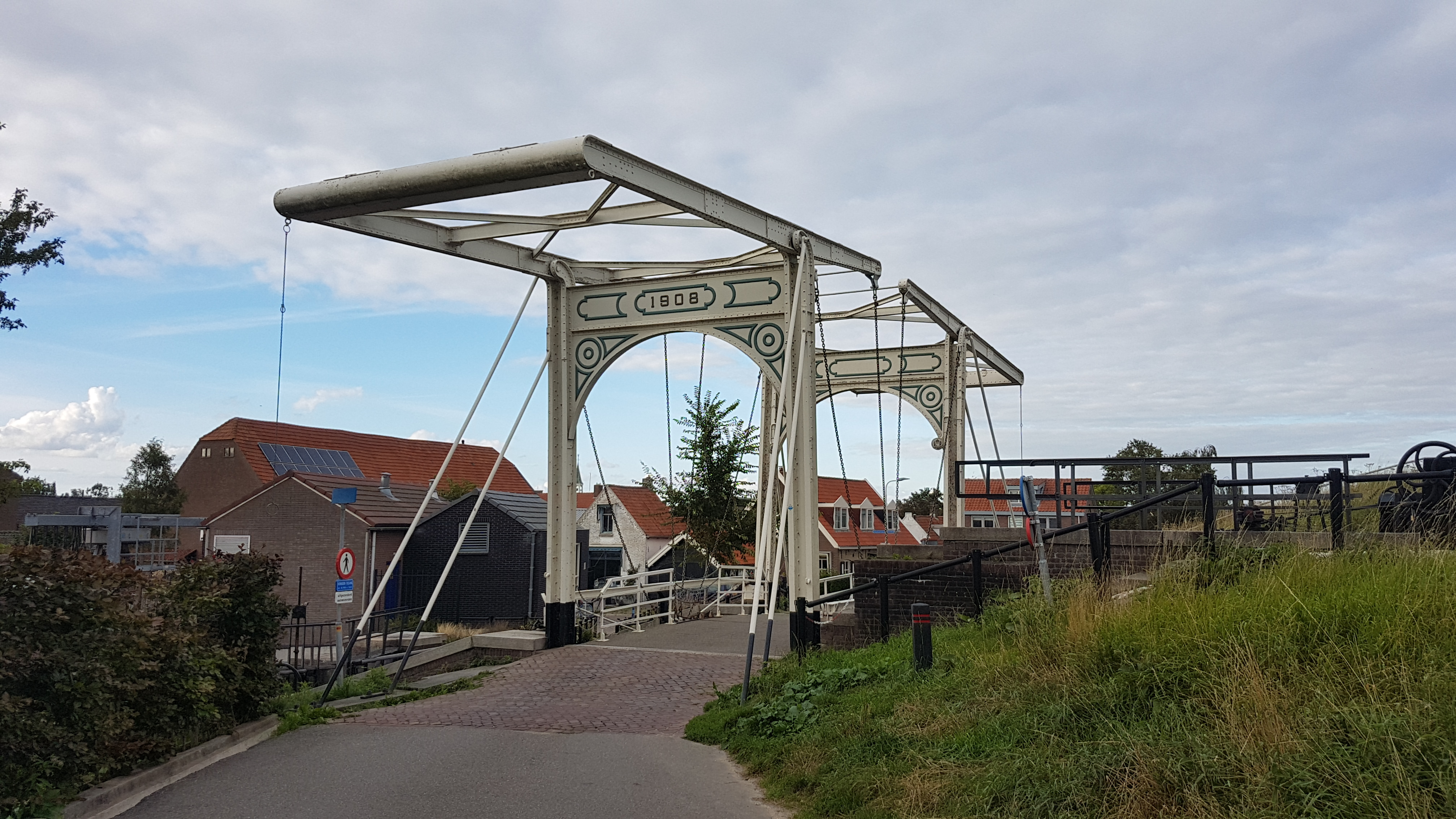
De brug over de sluis in Strijensas

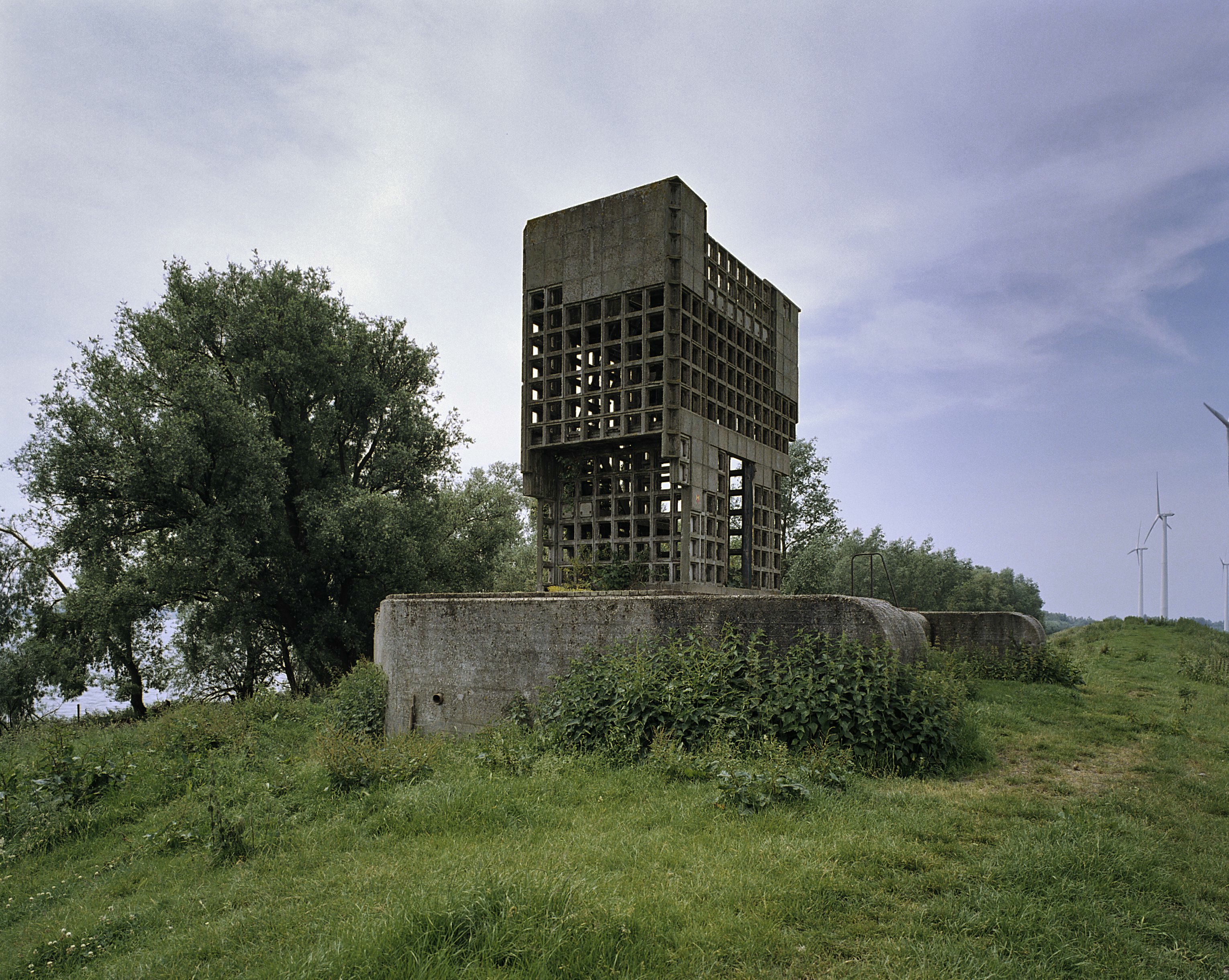
Luchtwachttoren Strijensas 5K3

Strijensas is een dorp en voormalige gemeente aan het Hollandsch Diep. Strijensas behoort tot de gemeente Hoeksche Waard. Het aantal inwoners van het dorp per 1 januari 2023 is onbekend, omdat het CBS de BAG-woonplaats "Strijensas", niet als zodanig afgebakende wijk/buurt heeft ingedeeld. Voor het CBS maakt Strijensas onderdeel uit van de veel grotere buurt "Strijen Buitengebied". In 2023 had het dorp 509 inwoners.
Bestuurlijk gezien viel Striensche Sas eeuwenlang onder De Klundert, de oorsprong hiervan ligt ver voor de 2e Sint Elisabethsvloed van 1421. Voor die tijd vormden Holland en Brabant één aaneengesloten gebied, maar werden door die nietsontziende natuurramp van elkaar gescheiden door het Hollands Diep dat toen ontstond. Ook na 1421 oefende de gemeente Klundert nog tot de negentiende eeuw het bestuur uit over Striensche Sas, Klundert viel op zijn beurt nog onder Holland.
Het dorp is ontstaan rond de sas (sluis) van Strijen uit 1649. Een kerk was er niet tot laat in de 19e eeuw. Huwelijken van personen die op het Sas van Strijen woonden, werden meestal in De Klundert gesloten, de sporen hiervan zijn onder andere terug te vinden in de Gaardersboeken van De Klundert. Daarin werden behalve huwelijken, ook dopelingen en begraven personen vermeld. Kinderen werden vaak in Strijen gedoopt en er werd ook begraven bij of in de kerk van Strijen, omdat men daar ter kerke ging, een enkele keer gebeurde dat ook in 's-Gravendeel. Inschrijving in de gaardersboeken van Klundert gebeurde over het algemeen pro Deo. 
Johan Willem Friso verdronk in 1711 bij Strijensas. Strijensas behoorde van 1812 tot 1817 tot de gemeente Strijen, toen werd het een zelfstandige gemeente. Maar bij de bestuurlijke herindeling van Zuid-Holland in 1855 werd Strijensas opnieuw toegevoegd aan Strijen. Op 9 november 1879 is de kerk in gebruik genomen door Ds. Abbing. In februari 1945 is die kerk zodanig beschadigd door beschietingen dat een geheel nieuw kerkgebouw is neergezet aan het Kerkplein. Deze kerk is in 1952 in gebruik genomen. Tot 2013 had het dorp een eigen basisschool, de Hooistoof.
Een markant bouwwerk is de brug over de sluis, gebouwd in 1908. Om de Moerdijkbruggen goed te kunnen verdedigen is er in 1937 een kazemat gebouwd, die ook de Dordtsche Kil kon afsluiten voor scheepvaart. Op de bunker is omstreeks 1953 een luchtwachttoren gebouwd. Het is slechts 4,7 meter hoog en is daarmee de laagste nog bestaande toren. Het was een waarnemingspost om laagvliegende vijandelijke vliegtuigen te signaleren. De toren is tot 1964 in gebruik geweest bij het Korps Luchtwachtdienst.
Eénmaal per jaar (de laatste zaterdag van juni) vindt er een dorpsfeest plaats genaamd, 't Sasse Durpsfeest.

## Geboren
- Suze Groeneweg (1875-1940), politica en eerste vrouwelijke Tweede Kamerlid voor de SDAP (Sociaal-Democratische Arbeiders Partij)